# Твърдица (община)
Вижте пояснителната страница за други значения на Твърдица.
Община Твърдица се намира в Югоизточна България и е една от съставните общини на област Сливен.

## География

### Географско положение, граници, големина
Общината заема западната част на област Сливен. С площта си от 442,496 km2 е най-малката сред 4-те общини на областта, което съставлява 12,48% от територията на областта. Границите ѝ са следните:
- на изток – община Сливен;
- на юг – община Нова Загора;
- на запад – община Гурково, област Стара Загора;
- на север – община Елена, област Велико Търново.

### Природни ресурси

#### Релеф
Релефът на общината е разнообразен – равнинен и ниско хълмист в южната ѝ част, средно планински в северната. Територията и заема части от три физикогеографски области на България – Средна Стара планина, Твърдишката котловина и Средна гора.
Към Старопланинската физикогеографска област в община Твърдица попадат част от южните склонове на Елено-Твърдишка планина (най-източната част на Средна Стара планина) В нея, на границата с община Елена се издига най-високата ѝ точка връх Чумерна 1536,1 m, която е и най-високата точка на общината. Южните склонове на планината, са стръмни, на места прорязани от дълбоки долини и дерета и завършващи с големи наносни конуси в подножията си.
Южно от Елено-Твърдишката планина се простира обширната (287 km2) Твърдишка котловина, чиято западна част е по-висока (250 – 300 m н.в.) и се нарича Твърдишко поле, а източната – по-ниска (200 – 250 m н.в.) – Шивачевско поле. В него югоизточно от село Близнец, в коритото на река Тунджа се намира най-ниската точка на община Твърдица – 191 m н.в.
Южно от Твърдишката котловина се простират части от Сърнена Средна гора, като на юг от Межденишкия пролом на река Тунджа в землището на село Сърцево попада съвсем малка част от планината с максимална височина 447,9 m, разположена югозападно от селото. Между Межденишкия пролом на Тунджа на юг и Твърдишката котловина на север се издигат два ниски рида, които орографски са свързани със Сърнена Средна гора. На запад е рида Межденик (връх Тилилееца 604,2 m), от който в пределите на община Твърдица попадат северните му склонове. На изток от него се намира по ниския Шивачевски рид (583,3 m, северно от село Близнец), който изцяло се намира на територията на общината.

#### Води
В крайната югозападна и югоизточна част община Твърдица преминава участък от средното течение на река Тунджа (ляв приток на Марица). В тази си част реката тече през дългия 45 km Межденишкия пролом, в най-тясната част на който е изграден големия язовир Жребчево, като на територията на община Твърдица попада малък участък от горната му част. Втора по значение река в общината е Беленска река (ляв приток на Тунджа). Тя води началото си от община Сливен и източно от село Жълт бряг навлиза в община Твърдица. Тече на запад-югозапад, а след това на юг в дълбока и залесена долина. Северно от гара Чумерна навлиза в най-източната част на Твърдишката котловина (Шивачевското поле), преминава през Шивачевския пролом, отново навлиза в община Сливен и югоизточно от село Бинкос се влива в Тунджа. Южно от гара Чумерна Беленска река получава отдясно най-големия си приток река Блягорница (25 km), която изцяло протича през община Твърдица. Тя води началото си от подножието на връх Здравец в Елено-Твърдишката планина и тече на юг в дълбока и силно залесена долина. Източно от град Твърдица навлиза в Твърдишката котловина, където водите ѝ се отклоняват в множество напоителни канали. Северно от село Оризари завива на изток, пресича по цялото протежение Шивачевското поле и южно от гара Чумерна се влива в Беленска река. По̀ на запад, през град Твърдица и западната част на котловината протича Твърдишка река, която се влива в язовир Жребчево, в близост до „удавеното“ село Запалня.
На територията на община Твърдица освен големия язовир Жребчево има изградени още няколко микроязовира, водите на които също се използват основно за напояване на обширните обработваеми земи в котловината. По-големи от тях са: „Твърдица“, „Метракук“, „Оризари“ и др.

### Населени места
Общината се състои от 10 населени места. Списък на населените места, подредени по азбучен ред, население и площ на землищата им:
| Населено място | Пребр. на населението през 2021 г. | Площ на землището (в км2) | Забележка (старо име) | Населено място | Пребр. на населението през 2021 г. | Площ на землището (в км2) | Забележка (старо име)                       |
| Близнец        | 43                                 | 7,831                     | Икисча                | Сборище        | 1950                               | 50,762                    | Джумалии                                    |
| Боров дол      | 332                                | 38,622                    | Чам дере              | Сърцево        | 26                                 | 5,745                     | Юреклери                                    |
| Бяла паланка   | 722                                | 50,062                    | Бяла чишма            | Твърдица       | 5571                               | 155,167                   |                                             |
| Жълт бряг      | 259                                | 19,822                    | Саръ яр               | Червенаково    | 167                                | 12,590                    | Алобас                                      |
| Оризари        | 528                                | 23,536                    |                       | Шивачево       | 3714                               | 78,359                    | Терзобас, Източно Шивачево, Голямо Шивачево |
|                |                                    |                           |                       | ОБЩО           | 13312                              | 442,496                   | няма населени места без землища             |

## Административно-териториални промени
- Указ № 462/обн. 21.12.1906 г. – преименува с. Икисча (Екисеча) на с. Близнец;

– преименува с. Терзобас на с. Източно Шивачево;
– преименува с. Козос моде на с. Козарево;
– преименува с. Джумалии на с. Сборище;
– преименува с. Юреклери на с. Сърцево;
– преименува с. Алобас на с. Червенаково;
- МЗ № 2820/обн. 14.08.1934 г. – преименува с. Чам дере на с. Боров дол;

– преименува с. Източно Шивачево на с. Голямо Шивачево;
- МЗ № 3775/обн. 07.12.1934 г. – преименува с. Бяла чишма (Бяла чешлии) на с. Бяла паланка;

– преименува с. Саръ яр на с. Жълт бряг;
- Указ № 546/обн. 15.09.1964 г. – признава с. Твърдица за гр. Твърдица;
- Указ № 57/обн. 05.02.1965 г. – заличава с. Запалня поради изселване;
- Указ № 196/обн. 30 януари 1970 г. – заличава с. Козарево и го присъединява като квартал на гр. Твърдица;
- Указ № 753/обн. 24.04.1973 г. – преименува с. Голямо Шивачево на с. Шивачево;
- Указ № 2907/обн. 07.09.1984 г. – признава с. Шивачево за гр. Шивачево.

## Население
Численост на населението според преброяванията през годините:
| Година на преброяване | Численост |
| 1934                  | 12 057    |
| 1946                  | 13 944    |
| 1956                  | 16 434    |
| 1965                  | 19 618    |
| 1975                  | 18 066    |
| 1985                  | 17 218    |
| 1992                  | 17 215    |
| 2001                  | 14 927    |
| 2011                  | 13 804    |
| 2021                  | 13 312    |

### Етнически състав
Преброяване на населението през 2011 г.
Численост и дял на етническите групи според преброяването на населението през 2011 г., по населени места (подредени по численост на населението):
| Населено място | Численост | Численост | Численост | Численост | Численост | Численост           | Численост     | Населено място | Дял (в %) | Дял (в %) | Дял (в %) | Дял (в %) | Дял (в %)           | Дял (в %)     |
| Населено място | Общо      | Българи   | Турци     | Цигани    | Други     | Не се самоопределят | Не отговорили | Населено място | Българи   | Турци     | Цигани    | Други     | Не се самоопределят | Не отговорили |
| Общо           | 13804     | 9359      | 1287      | 2100      | 82        | 137                 | 839           | 100,00         | 67,79     | 9,32      | 15,21     | 0,59      | 0,99                | 6,07          |
| -------------- | --------- | --------- | --------- | --------- | --------- | ------------------- | ------------- | -------------- | --------- | --------- | --------- | --------- | ------------------- | ------------- |
| Близнец        | 64        | 64        | 0         | 0         | 0         | 0                   | 0             | Близнец        | 100,00    | 0,00      | 0,00      | 0,00      | 0,00                | 0,00          |
| Боров дол      | 517       | 331       | 89        |           | 59        |                     | 34            | Боров дол      | 64,02     | 17,21     |           | 11,41     |                     | 6,57          |
| Бяла паланка   | 1006      | 20        | 920       |           | 0         |                     | 65            | Бяла паланка   | 1,98      | 91,45     |           | 0,00      |                     | 6,46          |
| Жълт бряг      | 325       | 4         | 234       | 0         | 0         | 3                   | 84            | Жълт бряг      | 1,23      | 72,00     | 0,00      | 0,00      | 0,92                | 0,61          |
| Оризари        | 553       | 361       | 0         | 187       | 0         | 3                   | 2             | Оризари        | 65,28     | 0,00      | 33,81     | 0,00      | 0,54                | 0,36          |
| Сборище        | 1790      | 1256      |           | 458       |           | 10                  | 64            | Сборище        | 70,16     |           | 25,58     |           | 0,55                | 3,57          |
| Сърцево        | 37        | 30        | 0         | 5         | 0         | 0                   | 2             | Сърцево        | 81,08     | 0,00      | 13,51     | 0,00      | 0,00                | 5,40          |
| Твърдица       | 5667      | 4841      | 16        | 459       | 14        | 104                 | 233           | Твърдица       | 85,42     | 0,28      | 8,09      | 0,24      | 1,83                | 4,11          |
| Червенаково    | 197       | 135       | 0         |           |           | 6                   | 55            | Червенаково    | 68,52     | 0,00      |           |           | 3,04                | 27,91         |
| Шивачево       | 3648      | 2317      | 28        | 986       | 7         | 10                  | 300           | Шивачево       | 63,51     | 0,76      | 27,02     | 0,19      | 0,27                | 8,22          |

### Вероизповедания
Численост и дял на населението по вероизповедание според преброяването на населението през 2011 г.:
|                     | Численост | Дял (в %) |
| Общо                | 13 804    | 100,00    |
| Православие         | 6 240     | 45,20     |
| Католицизъм         | 78        | 0,56      |
| Протестантство      | 226       | 1,63      |
| Ислям               | 965       | 6,99      |
| Друго               | 18        | 0,13      |
| Нямат               | 1 150     | 8,33      |
| Не се самоопределят | 669       | 4,84      |
| Непоказано          | 4 458     | 32,29     |

## Транспорт
През средата на община Твърдица, от запад на изток, през средата на общината, в т.ч. и през общинския център град Твърдица преминава участък от 23,1 km от трасето на жп линията София – Карлово – Зимница – Карнобат – Бургас.
През общината преминават частично 3 пътя от Републиканската пътна мрежа на България с обща дължина 48,2 km:
- участък от 11,3 km от Републикански път I-6 (от km 363,8 до km 375,1);
- участък от 31,9 km от Републикански път III-662 (от km 15,3 до km 47,2);
- последният участък от 5 km от Републикански път III-5007 (от km 32,4 до km 37,4).

## Топографска карта
- Лист от карта K-35-40. Мащаб: 1 : 100 000.
- Лист от карта K-35-41. Мащаб: 1 : 100 000.
- Лист от карта K-35-53. Мащаб: 1 : 100 000.
- Лист от карта K-35-54. Мащаб: 1 : 100 000.